# Izu Ōshima
Izu Ōshima (伊豆大島, Izu-ōshima) é uma ilha vulcânica no Arquipélago de Izu, no Mar das Filipinas, a aproximadamente 22 km ao leste da Península de Izu e a 36 km ao sudoeste da Península de Bōsō. Izu Ōshima, com 91.06 km² é a maior e a mais próxima das ilhas afastadas de Tóquio, grupo que também inclui as Ilhas Ōgasawara.

## Geografia

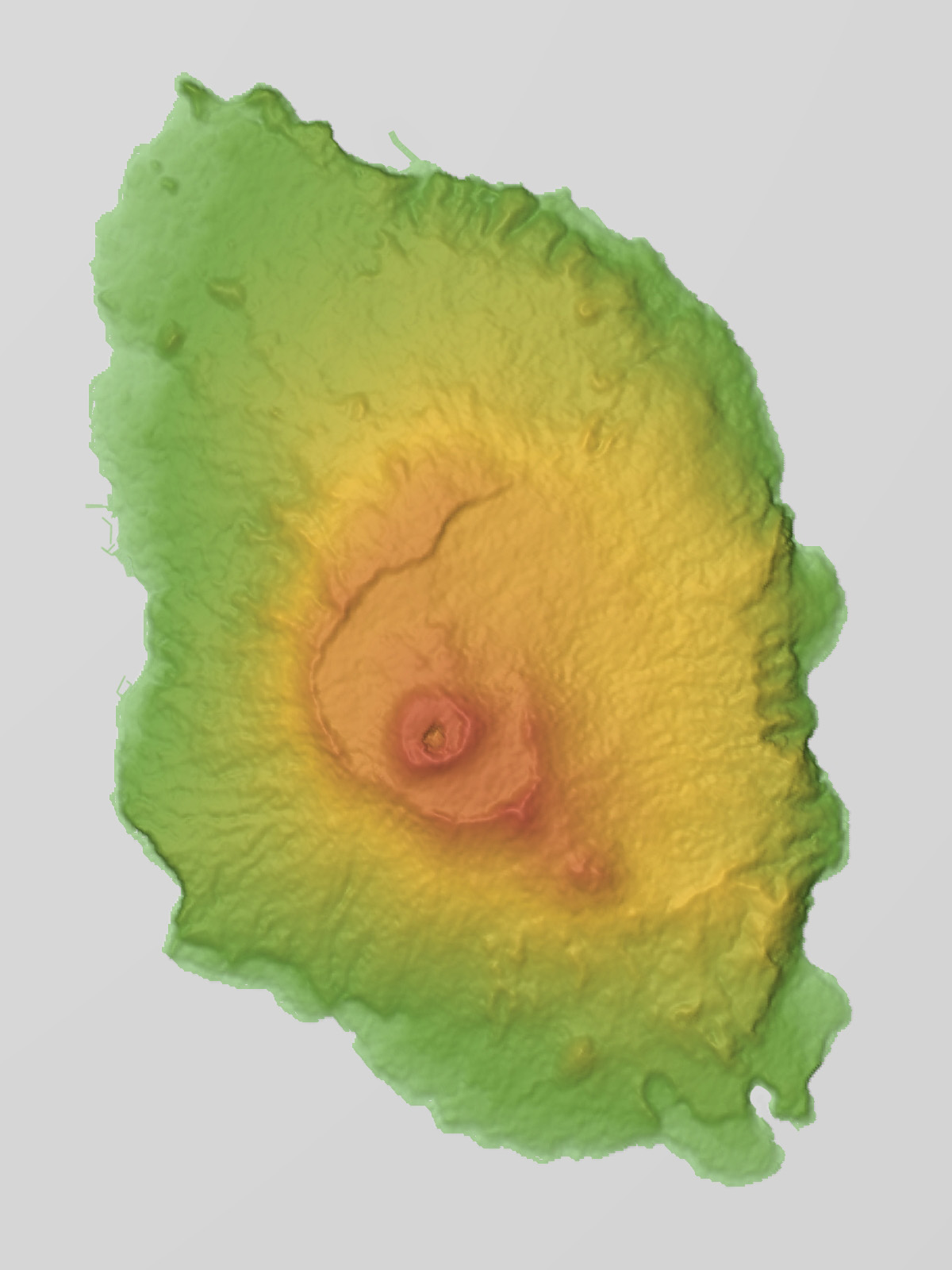
Mapa do relevo

A ilha é um estratovulcão com um cone compósito basáltico, datado do Pleistoceno Superior, entre 10000 e 15000 anos atrás. Ele se ergue do fundo do mar com uma profundidade entre 300 e 400 metros. A ilha tem um litoral vagamente circular de aproximadamente 52 quilômetros de extensão. A maior elevação, o Monte Mihara (三原山, Mihara-yama), é um vulcão ativo com 758 metros de altura. A montanha teve várias erupções registradas ao longo da história e já é mencionada em registros escritos do Período Nara.
As maiores erupções ocorreram em 1965 e 1986, cada uma forçando a evacuação temporária dos habitantes. A última erupção registrada ocorreu em 1990.

### Clima
Izu Ōshima tem um clima subtropical úmido (Köppen Cfa). A precipitação é abundante ao longo do ano, mas é um pouco menor no inverno.
| Dados climáticos para Izu Ōshima                     | Dados climáticos para Izu Ōshima | Dados climáticos para Izu Ōshima | Dados climáticos para Izu Ōshima | Dados climáticos para Izu Ōshima | Dados climáticos para Izu Ōshima | Dados climáticos para Izu Ōshima | Dados climáticos para Izu Ōshima | Dados climáticos para Izu Ōshima | Dados climáticos para Izu Ōshima | Dados climáticos para Izu Ōshima | Dados climáticos para Izu Ōshima | Dados climáticos para Izu Ōshima | Dados climáticos para Izu Ōshima |
| Mês                                                  | Jan                              | Fev                              | Mar                              | Abr                              | Mai                              | Jun                              | Jul                              | Ago                              | Set                              | Out                              | Nov                              | Dez                              | Ano                              |
| ---------------------------------------------------- | -------------------------------- | -------------------------------- | -------------------------------- | -------------------------------- | -------------------------------- | -------------------------------- | -------------------------------- | -------------------------------- | -------------------------------- | -------------------------------- | -------------------------------- | -------------------------------- | -------------------------------- |
| Recorde alta °C (°F)                                 | 20.9 (69.6)                      | 20.0 (68)                        | 21.8 (71.2)                      | 25.5 (77.9)                      | 28.4 (83.1)                      | 32.3 (90.1)                      | 34.3 (93.7)                      | 34.1 (93.4)                      | 33.7 (92.7)                      | 29.7 (85.5)                      | 24.8 (76.6)                      | 23.1 (73.6)                      | 34.3 (93.7)                      |
| Média alta °C (°F)                                   | 10.7 (51.3)                      | 11.2 (52.2)                      | 13.5 (56.3)                      | 18.0 (64.4)                      | 21.5 (70.7)                      | 24.0 (75.2)                      | 27.1 (80.8)                      | 29.2 (84.6)                      | 26.2 (79.2)                      | 21.5 (70.7)                      | 17.4 (63.3)                      | 13.3 (55.9)                      | 19.5 (67.1)                      |
| Média diária °C (°F)                                 | 7.3 (45.1)                       | 7.4 (45.3)                       | 9.9 (49.8)                       | 14.2 (57.6)                      | 17.9 (64.2)                      | 20.8 (69.4)                      | 24.1 (75.4)                      | 25.7 (78.3)                      | 23.0 (73.4)                      | 18.5 (65.3)                      | 14.2 (57.6)                      | 9.9 (49.8)                       | 16.1 (61)                        |
| Média baixa °C (°F)                                  | 3.7 (38.7)                       | 3.4 (38.1)                       | 6.2 (43.2)                       | 10.3 (50.5)                      | 14.5 (58.1)                      | 18.1 (64.6)                      | 21.8 (71.2)                      | 23.1 (73.6)                      | 20.5 (68.9)                      | 15.7 (60.3)                      | 11.0 (51.8)                      | 6.2 (43.2)                       | 12.9 (55.2)                      |
| Recorde baixa °C (°F)                                | −2.8 (27)                        | −4.0 (24.8)                      | −1.9 (28.6)                      | 0.1 (32.2)                       | 6.4 (43.5)                       | 10.4 (50.7)                      | 12.4 (54.3)                      | 16.0 (60.8)                      | 12.4 (54.3)                      | 7.2 (45)                         | 3.0 (37.4)                       | −3.0 (26.6)                      | −4 (24.8)                        |
| Média precipitação mm (pol.)                         | 130.5 (5.138)                    | 146.9 (5.783)                    | 258.2 (10.165)                   | 238.7 (9.398)                    | 259.8 (10.228)                   | 337.8 (13.299)                   | 246.5 (9.705)                    | 231.0 (9.094)                    | 353.1 (13.902)                   | 329.0 (12.953)                   | 194.9 (7.673)                    | 100.8 (3.969)                    | 2 827,2 (111,307)                |
| Média umidade relativa (%)                           | 64                               | 65                               | 69                               | 75                               | 79                               | 84                               | 87                               | 86                               | 83                               | 77                               | 73                               | 67                               | 75.8                             |
| Média mensal horas de sol                            | 149.4                            | 130.9                            | 149.0                            | 148.3                            | 167.5                            | 110.0                            | 127.2                            | 170.3                            | 115.0                            | 117.5                            | 125.6                            | 145.3                            | 1 656                            |
| Source #1: Agência Meteorológica do Japão (médias)   |                                  |                                  |                                  |                                  |                                  |                                  |                                  |                                  |                                  |                                  |                                  |                                  |                                  |
| Source #2: Agência Meteorológica do Japão (recordes) |                                  |                                  |                                  |                                  |                                  |                                  |                                  |                                  |                                  |                                  |                                  |                                  |                                  |

## Administração
A ilha é administrada pela subprefeitura de Ōshima do Governo Metropolitano de Tóquio.

## Acesso
Izu Ōshima é um destino popular para turistas de Tóquio e Shizuoka por sua proximidade com o continente. Há várias balsas que partem do Takeshiba Sanbashi Pier, perto de Hamamatsuchō, Tóquio. As balsas também saem de Atami em Shizuoka.
Há vários voos diários do Aeroporto de Ōshima para o Aeroporto Internacional de Tóquio (Haneda), para o Aeroporto de Hachijō-jima
em Hachijō-jima e para o Aeroporto de Chōfu em Chōfu.

## Na cultura popular
O Monte Miharu e Izu Ōshima tem destaque em The Return of Godzilla, como o local no qual o governo japonês sepulta o Godzilla. O Monte Mihara apareceu novamente na sequência, Godzilla vs. Biollante, na qual o Godzilla é libertado quando o vulcão entra em erupção.
O Monte Mihara e Izu Ōshima também aparecem no livro e no filme Ring - O Chamado como locais importantes para a trama.